# Bizarre Ride II the Pharcyde
Bizarre Ride II the Pharcyde -en español: «El extraño camino a El Pharcyde»- es el debut del grupo estadounidense de hip-hop The Pharcyde, lanzado en noviembre de 1992 por Delicious Vinyl y EastWest. Con los años el álbum ha sido aclamado por críticos y fanáticos como uno de los mejores álbumes de hip-hop alternativos de la historia, y ha sido listado en varios conteos y publicaciones especializadas.
En el 2020 el álbum fue incluido en la lista de los 500 mejores álbumes de todos los tiempos de la revista Rolling Stone, ocupando el puesto 482.